# Мозолевський Борис Миколайович
Бори́с Микола́йович Мозоле́вський (4 лютого 1936, с. Миколаївка, Веселинівський район, Миколаївська область — 13 вересня 1993, Київ) — український археолог і поет, дослідник скіфської старовини.
Керівник експедиції, яка, серед іншого, дослідила відомий скіфський курган Товсту Могилу та відкрила знамениту пектораль.

## Біографія
Народився в розкуркуленій селянській родині, батько загинув під час війни у Німеччині. Після закінчення семирічки у п'ятнадцять років потрапив до Одеської спецшколи Військово-повітряних сил СРСР. Після розформування школи вступив до військово-морського авіаційного училища в Єйську, де навчався разом з майбутніми космонавтами СРСР Шоніним і Добровольським. Училище не закінчив через дострокову демобілізацію, пов'язану зі скороченням радянської армії 1956-го року.
Після демобілізації переїхав до Києва, де майже 10 років працював кочегаром. Без відриву від роботи з 1958 до 1964 року заочно навчався на історико-філософському факультеті Київського університету. З тих часів почав писати вірші лише українською.
1962 року вперше побував на археологічних дослідженнях у Південно-Українській експедиції Інституту археології АН УРСР. у 1965—1968 роках. Після університету працював редактором у київському видавництві «Наукова думка», редагуючи видання з археологічної тематики. Однак за Брежнєва Мозолевський був змушений повернутися до роботи кочегаром, де він познайомився з Василем Стусом.
З 1968 р. починає працювати позаштатним співробітником Інституту археології АН Української РСР, бере участь у польових дослідженнях групи курганів Гайманова Могила у Запорізькій області. Там вдалося знайти велику господарську нішу, де були амфори, бронзові казани, залізна жаровня та інші речі. А у склепі царя була знайдена схованка із золотими пластинами від двох дерев'яних посудин, два ритони, обкладені сріблом і золотом, та срібна із позолотою чаша із рельєфним зображенням скіфів.
З 1969 р. Борис Мозолевський очолює Орджонікідзівську археологічну експедицію, яка продовжила дослідження курганів у районі річок Солоної, Базавлук, Чортомлик, що є правими притоками Дніпра. Необхідність проведення тут польових досліджень виникла через зростання масштабів кар'єрного видобутку марганцю.

В етюді «Шлях до себе» Борис Мозолевський писав: 
«І коли зашморг вже зовсім мав зійтися навколо моєї шиї, збагнув я, що врятувати мене може тільки відкриття світового значення. Так вимріяв і вистраждав я собі свою Товсту Могилу. Зухвальство моє було винагороджене царською пектораллю. Замість Мордви я потрапив до Інституту археології АН УРСР, до якого мене поспішили зарахувати заднім числом»
.
21 червня 1971 року експедиція під керівництвом Б. Мозолевського під час археологічних досліджень Товстої Могили зробила сенсаційну знахідку — багате скіфське поховання, серед скарбів якого була Пектораль з Товстої Могили. Одягнувши її на шию і замаскувавши старою тілогрійкою, Мозолевський інкогніто доставив безцінну знахідку до Києва. Тут він пішов до Олеся Гончара, з допомогою якого кандидата на відправку до Мордовії прийняв перший секретар ЦК КПУ Петро Шелест, у кабінеті були директор Інституту археології Федір Шевченко та президент АН УРСР Борис Патон. В результаті Борис Мозолевський став молодшим науковим співробітником Інституту археології АН УРСР, отримав трикімнатну квартиру, зарплату 200 крб., 500 крб. премії (кажуть, що її змусили віддати у фонд миру) і, незважаючи на тиск Москви, скарб залишився в Києві.
Після розкопок Товстої Могили Борис Мозолевський став одним із найавторитетніших дослідників скіфських курганів. 1980 року він захистив кандидатську дисертацію, тема якої — скарби з Товстої Могили. 3 1986 р. і до кінця життя працював завідувачем відділу, потім — сектора скіфської археології Інституту археології НАН України. Був прийнятий до Спілки письменників України.
Багаторічний досвід польових досліджень допоміг Борисові Мозолевському визначити характерні ознаки для візуального розпізнання скіфських курганів без розкопок. Це дало змогу йому під час розвідок у 1984—1985 pp. та 1989 р. на території Миколаївської, Кіровоградської, Дніпропетровської, Запорізької, Херсонської, Кримської областей оглянути понад 60 курганів, висотою від 8 м та вище, виявити серед них 23 царські скіфські кургани.

Могила Бориса Мозолевського

Особливе місце в дослідженнях Б. Мозолевського посідають розкопки кургану Соболева Могила влітку 1991 р. У ньому знайшли на глибині 10 м багате поховання скіфського жерця, дівчинки і хлопчика. Похований можновладець мав масивну золоту гривну, браслети, футляр для лука і стріл, нагайку, меч, набір ритуального посуду — ріг, келих, кубок. За головою небіжчика лежали чотири списи та п'ять сагайдаків зі стрілами. У боковій камері серед господарських речей з-поміж срібного намиста лежало набірне кістяне веретено. Так відбулось відкриття унікального поховання. Глибоке осмислення цих знахідок Мозолевський прагнув висвітлити не тільки в періодичних виданнях, а й у своїй докторській дисертації. Однак ці плани не здійснилися через важку хворобу (рак).
У 1993 р. був удостоєний пам'ятного диплома «Золотий скіф» Інституту археології АН України і Ради Київської академії Євробізнесу. Помер після онкологічного захворювання на 58-му році життя 13 вересня 1993 року. Похований у Києві на Байковому кладовищі (ділянка № 49а, 50°25′1.18″ пн. ш. 30°30′5.3″ сх. д. / 50.4169944° пн. ш. 30.501472° сх. д.).
Після відходу Мозолевського у вічність, його друзі розповідали, що перед трагедією він багато разів говорив такі фрази: «Мене тисне золото… Воно мене душить». Також він часто скаржився, що темними ночами у вікно до нього стукає відьма-жриця з «Соболєвої Могили».

## Поетичний доробок
Окрім наукових праць, залишив у спадок значний поетичний доробок. Писати вірші почав ще з дитячих років. Свою першу збірку поезій «Начало марта» видав 1963 року. У кінці 60-х років Б. Мозолевський почав писати українською мовою, створивши книги поезій, в яких осмислена історія України та сучасність: «Червоне вітрило» (1976), «Веретено» (1980), «Кохання на початку осені» (1985), «І мить як вік» (1986), «Дорогою стріли» (1991). Він також є автором популярної книги про археологічні знахідки України «Скіфський степ» (1983), ліричної повісті «Думи про степ», яку писав у 60-ті роки і яка навіть одержала другу премію в конкурсі «Євшан-зілля», однак не була надрукованою аж до 1996 року.
У своїй поезії відобразив ліричні переживання й роздуми над долею України у ракурсі її історичного минулого. Приятелював з художником Миколою Трегубом і кобзарем Миколою Товкайлом, які також були співробітниками Інституту археології НАН України і зробили значний внесок у розвиток науки і мистецтва.

## Вшанування пам'яті
- Вулиці Бориса Мозолевського є в Києві, Дніпрі, Нікополі[4], Краматорську[5], Миколаєві, Херсоні, Кривому Розі.
- У селищі Веселинове іменем земляка названі центральна вулиця, площа, районна бібліотека та районна гуманітарна гімназія[3].
- Також у Покрові є парк імені Бориса Мозолевського[6].
- На честь Бориса Мозолевського назване село Мозолевське.

## Праці

### Наукові праці
- Мозолевський Б. М., Товста Могила — видатна пам'ятка Скіфії // Археологія. — 1972. — № 5. — С. 72-82.
- Мозолевський Б. М., Синтез скіфо-античної думки. До інтерпретації пекторалі з Товстої Могили // Всесвіт. — 1978. — № 2.
- Мозолевський Б. М., Товста Могила. — К.: Наукова думка, 1979. — 251 с.
- Мозолевский Б. Н., Скифские курганы в окрестностях г. Орджоникидзе на Днепропетровщине // Скифия и Кавказ. — Киев: Наукова думка, 1980.
- Мозолевський Б. М., Скіфський степ. — К.: Наукова думка, 1983.
- Мозолевський Б. М., Кургани вищої скіфської знаті і проблема політичного устрою Скіфії // Археологія. — 1990. — № 1.
- Бидзиля В. И., Болтрик Ю. В., Мозолевский Б. Н., Савовский И. П., Курганный могильник в урочище Носаки // Курганные могильники Рясные Могилы и Носаки. — Киев: Наукова думка, 1977.
- Тереножкин А. И., Мозолевский Б. Н. Мелитопольский курган. — Киев: Наукова думка, 1988.
- Мозолевський Б. М. Знак Скіфії // Розбудова держави. — 1992. — #4.
- Мозолевський Б. М. Скіфський степ. — К.: Темпора, 2005.

### Поетичні збірки

#### Російською мовою
- Мозолевский Б., Начало марта: стихи / Б. Мозолевский; вступ. Статья Л. Вишеславского. — К.: Радянський письменник, 1963. — 105 с.
- Мозолевский Б., Шиповник: стихи / Б.Мозолевский . — К.: Молодь. 1967. — 94 с.
- Мозолевский Б., Зарево: стихи / Б.Мазолевский. — К.: 1971.

#### Українською мовою
- Мозолевський Б., Веретено: поезії / Б. М. Мозолевський. — К.: Молодь. 1980. — 96 с.
- Мозолевський Б., Кохання на початку осені: вірші, поеми / Б. Мозолевський. — К.: Радянський письменник, 1985. — 134 с.
- Мозолевський Б., І мить як вік: поезії / Б. Мозолевський; передм. В.Забаштанського. — К.: Дніпро, 1986. — 173 с.
- Мозолевський Б., Дорогою стріли: поезії / Б. Мозолевський. — К.: Радянський письменник, 1991. — 159 с.
- Мозолевський Б., Поезії / Б. Мозолевський. — К.: Темпора, 2007. — 584 с.
- Мозолевський Б., Червоне вітрило: поезії / Б.Мозолевський. — К.: Радянське письменник, 1976. — 102 с.
- Мозолевський Б., Пектораль. — Рубанівське: [б. в.], 2011. — 47 с.: кольор. іл.